# Едрёнкин, Михаил Акимович
 Едрёнкин, Михаил Акимович    (21 ноября 1923 года — 31 октября 1970 года) —  сапер 35-го штурм. инженерно-сапёрного батальона (7-я штурмовая инж.-сапёрная бригада, 13-я армия, 1-й Украинский фронт) рядовой, Полный кавалер ордена Славы.

## Биография
Михаил Акимович Едрёнкин родился 21 ноября 1923 года в деревне Новоалександровка Уфимского кантона БАССР в семье крестьянина.
Русский. Член КПСС с 1948 года. Образование незаконченное среднее.
В Красной Армии с 1942 года. На фронте в Великую Отечественную войну с марта 1942 года.
Старшина Едренкин демобилизован в 1947 году. Жил в Бухаре (УзССР), затем в Уфе. Работал плотником на строительстве газопровода Бухара — Урал треста «Востокнефтепроводстрой».
Умер 31 октября 1970 года..

## Подвиг
Сапер 35-го штурмового инженерно-сапёрного батальона (7-я штурм. инж.-сапёрная бригада, 13-я армия, 1-й Украинский фронт) рядовой Едрёнкин в мае 1944 года с группой в тылу врага заминировал дорогу Гута—Пеняцка—Майдан (17 км сев. г. Золочев Львовской области, Украина). На минах подорвались 2 автомобиля и повозка. 15 июня 1944  года награждён орденом Славы 3 степени.
16 июля 1944 года Едренкин с бойцами в районе населенного пункта Козатин (сев.-западнее г. Горохов Волынской области, Украина) произвел разведку огневых точек врага, обезвредил свыше 100 мин (в т.ч. 19 мин-«сюрпризов»). 7 августа 1944 награждён орденом Славы 2 степени.
При форсировании реки Одер в районе населенного пункта Цюхен (3 км сев.-восточнее г. Хобеня, Польша) 29 января 1945 года зам. командира отделения младший сержант Едренкин совершил 8 рейсов и переправил свыше 100 солдат и офицеров. 10 апреля 1945 года награждён орденом Славы 1 степени.

## Награды
Орден Славы трёх степеней,  2 ордена  Красной Звезды